# VV Baronie in het seizoen 1966/67
Het seizoen 1966/1967 was het 12e jaar in het bestaan van de Bredase betaaldvoetbalclub Baronie. De club kwam uit in de Tweede divisie en eindigde daarin op de 12e plaats.

## Wedstrijdstatistieken

### Tweede divisie
|       | AGOVV | EDO   | Excelsior | Fortuna | Gooiland | Haarlem | Heerenveen | Helmondia '55 | Hermes DVS | Hilversum | HVC   | Limburgia | NOAD  | PEC   | Roda JC | Tubantia | Veendam | FC VVV | Wageningen | Wilhelmina | ZFC   | Zwolsche Boys |
| ----- | ----- | ----- | --------- | ------- | -------- | ------- | ---------- | ------------- | ---------- | --------- | ----- | --------- | ----- | ----- | ------- | -------- | ------- | ------ | ---------- | ---------- | ----- | ------------- |
| Thuis | 3 – 1 | 4 – 2 | 3 – 1     | 1 – 1   | 2 – 2    | 0 – 1   | 1 – 0      | 2 – 1         | 0 – 2      | 4 – 3     | 1 – 1 | 0 – 0     | 8 – 1 | 1 – 2 | 2 – 1   | 3 – 0    | 4 – 0   | 1 – 0  | 0 – 1      | 2 – 0      | 0 – 0 | 4 – 2         |
| Uit   | 0 – 6 | 1 – 1 | 4 – 1     | 3 – 1   | 1 – 2    | 3 – 0   | 0 – 3      | 3 – 1         | 3 – 0      | 3 – 1     | 1 – 2 | 0 – 1     | 0 – 1 | 6 – 0 | 5 – 0   | 3 – 1    | 3 – 1   | 2 – 0  | 0 – 0      | 0 – 5      | 1 – 0 | 0 – 4         |

## Statistieken Baronie 1966/1967

### Eindstand Baronie in de Nederlandse Tweede divisie 1966 / 1967
| Stand | Gespeeld | Gewonnen | Gelijk | Verloren | Punten | Doelpunten voor | Doelpunten tegen |
| ----- | -------- | -------- | ------ | -------- | ------ | --------------- | ---------------- |
| 12e   | 44       | 21       | 7      | 16       | 49     | 77              | 64               |

### Topscorers
| Competitie \| # \| Naam \| \| \| ------ \| ---------------- \| -- \| \| 1. \| Addy Brouwers \| 17 \| \| 2. \| Ad van den Broek \| 14 \| \| 3. \| Gerrie Deijkers \| 12 \| \| 3. \| Kees van Ierssel \| 12 \| \| 5. \| Rein Harting \| 5 \| \| 5. \| Cees Leyten \| 5 \| \| 7. \| Ad van Ierssel \| 4 \| \| 7. \| Rini van Zundert \| 4 \| \| 9. \| Henk van Ierssel \| 3 \| \| 10. \| Hans de Jongh \| 1 \| \| Totaal \| Totaal \| 77 \| |                  |      |
| # | Naam             | Goal |
| 1. | Addy Brouwers    | 17   |
| 2. | Ad van den Broek | 14   |
| 3. | Gerrie Deijkers  | 12   |
| 3. | Kees van Ierssel | 12   |
| 5. | Rein Harting     | 5    |
| 5. | Cees Leyten      | 5    |
| 7. | Ad van Ierssel   | 4    |
| 7. | Rini van Zundert | 4    |
| 9. | Henk van Ierssel | 3    |
| 10. | Hans de Jongh    | 1    |
| Totaal | Totaal           | 77   |

## Voetnoten
AGOVV · Baronie · EDO · Excelsior · Fortuna · Gooiland · Haarlem · Heerenveen · Helmondia '55 · Hermes DVS · Hilversum · HVC · Limburgia · NOAD · PEC · Roda JC · Tubantia · Veendam · FC VVV · Wageningen · Wilhelmina · ZFC · Zwolsche Boys